# Ludwik Wyszogrodzki
Ludwik Wyszogrodzki (ur. 24 stycznia 1917 w Wólce, zm. 10 lutego 2004 w Warszawie) – polski żołnierz. 

## Życiorys
Urodził się w Wólce na Kielecczyźnie. W 1930 ukończył szkołę powszechną w Olesznie z najwyższymi ocenami. W latach 1936–1938 odbył służbę w Wojsku Polskim, w 1. Pułku Szwoleżerów Józefa Piłsudskiego, którą ukończył w stopniu kaprala. 
W sierpniu 1939 został zmobilizowany. Brał udział w wojnie obronnej w 10. Brygadzie Kawalerii. Po napaści wojsk sowieckich dostał się do niewoli, skąd następnego dnia zbiegł. Po przekroczeniu granicy węgierskiej został internowany w obozie w Sopron. Na początku 1940, po ucieczce z obozu przedostał się do Jugosławii i dotarł do Splitu. Po opuszczeniu Jugosławii i dopłynięciu do francuskiego portu Marsylia, przez Bordeaux dotarł do polskiego obozu wojskowego w Coëtquidan. Dostał przydział do 10. Szwadronu Łączności w 10. Brygadzie Kawalerii Pancernej w Wersalu pod Paryżem.
Po upadku Francji ewakuował się do Wielkiej Brytanii. Dłuższy czas przebywał na szkoleniu w Forfar, Aberdeen oraz Dundee w Szkocji. Ze szwadronem łączności 1. Dywizji Pancernej gen. Stanisława Maczka został przeniesiony do Galashiels i Melrose. Na początku 1943 został oddelegowany do Kompanii Łączności Sztabu Naczelnego Wodza Polskich Sił Zbrojnych w Kings Langley pod Londynem do zespołu łączności z Krajem. Jako radiotelegrafista utrzymywał stały kontakt z Armią Krajową, a w dniach powstania warszawskiego – z powstańczą Warszawą. 
Po powrocie do Polski, w grudniu 1947 przybył do Torunia, gdzie został zatrzymany przez Urząd Bezpieczeństwa. W marcu 1948 podjął pracę w Warszawie w Zakładach Elektronicznych Warel, gdzie pracował również po przejściu na emeryturę do 1992. Przez wiele lat komunizmu był szykanowany, nie znajdował uznania ze strony władz PRL. 
Za zasługi wojenne został odznaczony w Londynie polskim Medalem Wojska, brytyjskim Defence Medal oraz w Paryżu francuskim Croix de Guerre. Przez wiele lat był członkiem Stołecznego Środowiska 1. Polskiej Dywizji Pancernej gen. Stanisława Maczka. W 1999 Prezydent RP Aleksander Kwaśniewski mianował go na stopień podporucznika.